# Massimo Marino
Massimo Marino (* 4. Juni 1954 in Rom) ist ein ehemaliger italienischer Radrennfahrer.

## Sportliche Laufbahn
Marino war Bahnradsportler und Teilnehmer der Olympischen Sommerspiele 1972 in München. Im Sprint wurde er auf dem 5. Rang klassiert. 1976 war er in Montreal erneut Teilnehmer der Sommerspiele. Im 1000-Meter-Zeitfahren wurde er beim Sieg von Klaus-Jürgen Grünke 10. des Wettbewerbs. Bei den Mittelmeerspielen 1971 wurde er im Sprint Zweiter hinter seinem Landsmann Ezio Cardi. 1972 gewann er den nationalen Titel im Sprint der Amateure. 1973 bis 1976 wurde er jeweils Zweiter und 1977 Dritter. Bei den Meisterschaften im Tandemrennen gewann er von 1973 bis 1975 den Titel mit Giorgio Rossi als Partner. Er startete für den Verein G.S. Forestale.